# Rotta
Rotta é um apelido de família da língua italiana. Na Itália, concentra-se principalmente na região da Lombardia. No Brasil, possui sua ocorrência concentradas nos estados de São Paulo, Rio Grande do Sul, Paraná, Santa Catarina e Mato Grosso do Sul. A Maioria dos imigrantes que trouxeram esse sobrenome vieram da Itália nas décadas de 1930 e 1940 e desembarcaram no Brasil nos portos de Santos, Itajaí e em Rio Grande, os descendentes mais recentes são: Daniela Fávaro Rotta, Cristiane Fávaro Rotta, Patricia Fávaro Rotta, Rafael Rotta Fernandes, Isabela Rotta Fernandes e Rodrigo Ozório Rotta, Elizabeth Aparecida Rotta da Mota, Lucas Rotta da Mota, Leonardo Rotta da Mota, Bianca Rotta da Mota. 

## Personalidades famosas
- Antonio Rotta (1828 - Venezia, 1903), pintor italiano